# Landkreis Worms

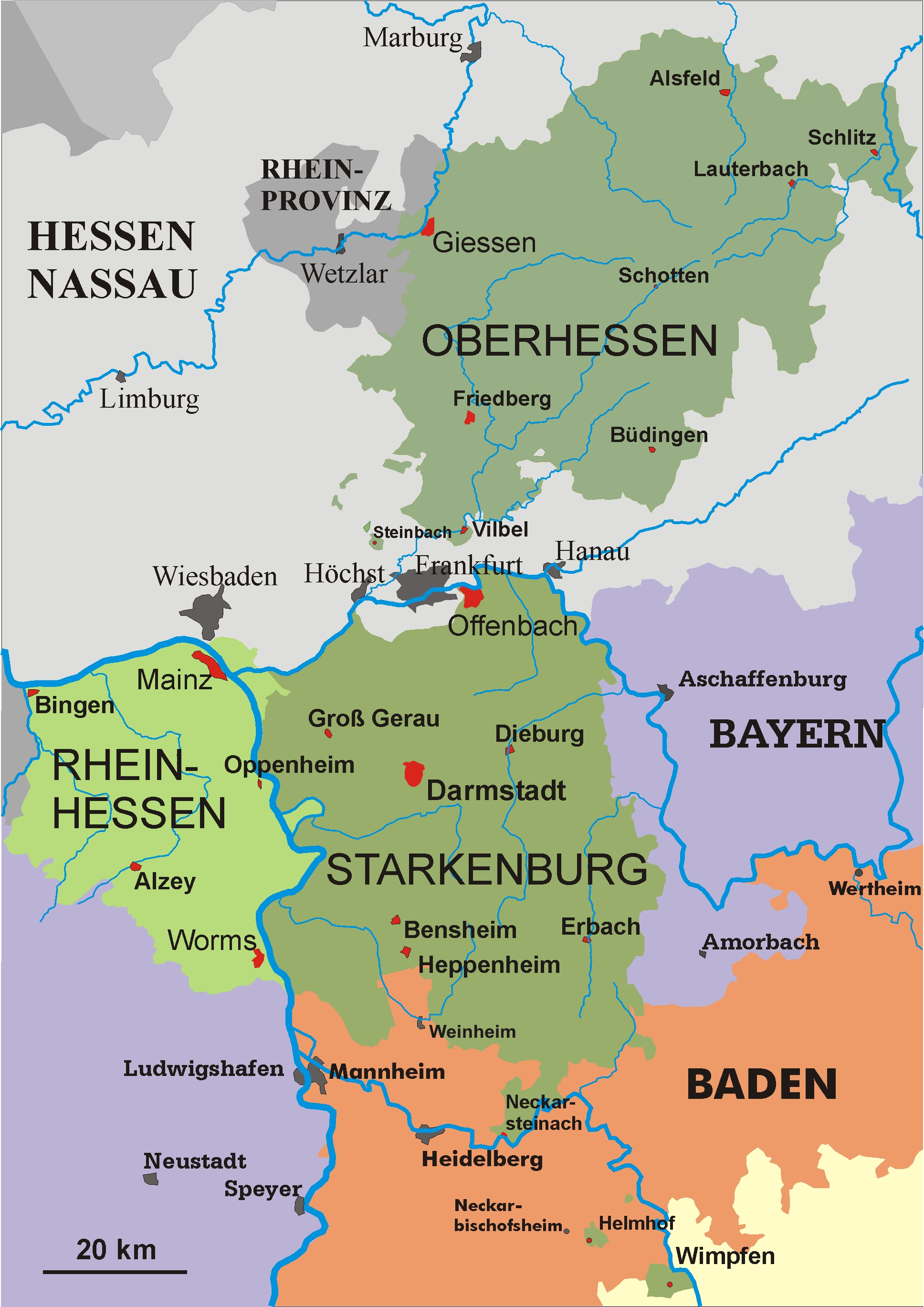
Hessen im Jahr 1930

Der Landkreis Worms, bis 1938 Kreis Worms, war ein Landkreis im Südosten Rheinhessens (Rheinland-Pfalz), der im Zuge der Verwaltungsreform 1969 aufgelöst wurde und zu großen Teilen im Landkreis Alzey-Worms aufging.

## Nachbarkreise
Der Landkreis grenzte Anfang 1969 im Uhrzeigersinn im Nordosten beginnend an die Landkreise Groß-Gerau und Bergstraße in Hessen sowie an die kreisfreie Stadt Worms und an die Landkreise Frankenthal (Pfalz), Kirchheimbolanden, Alzey und Mainz in Rheinland-Pfalz.

## Geschichte
Von 1792 bis 1814 gehörten die Gebiete links des Rheines zu Frankreich, seit 1816 teilweise zum Großherzogtum Hessen als Teil der Provinz Rheinhessen. Diese bestand aus 11 Kantonen, die auf dem System der französischen Verwaltung beruhten.
Durch die großherzoglich hessische Verordnung vom 5. Februar 1835 wurde die hessische Provinz Rheinhessen in die vier Kreise Worms, Alzey, Bingen und Mainz gegliedert. Dabei entstand der Kreis Worms aus den Kantonen Osthofen, Pfeddersheim und Worms.
Infolge der Märzrevolution 1848 wurde das Großherzogtum Hessen vorübergehend in Regierungsbezirke gegliedert;
1848 bis 1850 ging der Kreis Worms im Regierungsbezirk Mainz und 1850 bis 1852 im Regierungsbezirk Worms auf.
Durch Edikt vom 12. Mai 1852 wurde Rheinhessen in nunmehr fünf Kreise eingeteilt, dabei wurde neben den Kreisen Alzey, Bingen, Mainz und Oppenheim der Kreis Worms wieder aus dem Gebiet der Friedensgerichtsbezirke Osthofen, Pfeddersheim und Worms gebildet. Die 1852 geschaffene Gliederung der Provinz Rheinhessen in fünf Kreise überdauerte 1918/19 den Übergang vom Großherzogtum zum Volksstaat Hessen mit dem Ende der Monarchie in Deutschland und hatte mehr als sechs Jahrzehnte Bestand.
Die drei Gemeinden Hochheim, Neuhausen und Pfiffligheim wurden 1898 in die Stadt Worms eingemeindet.
Nach Aufhebung der drei Provinzen Starkenburg, Oberhessen und Rheinhessen im Jahre 1937 wurde am 1. November 1938 in Hessen eine einschneidende Gebietsreform durchgeführt, die auch den nunmehr als Landkreis Worms bezeichneten Kreis Worms betraf:
- Die Stadt Worms schied aus dem Kreis aus und wurde kreisfreie Stadt.
- Die Gemeinden Blödesheim, Eppelsheim, Hangen-Weisheim und Ober-Flörsheim wechselten aus dem Kreis Worms in den Landkreis Alzey.
- Die rechtsrheinischen Gemeinden Biblis, Bobstadt, Bürstadt, Groß-Rohrheim, Hofheim, Lampertheim, Nordheim, Riedrode und Wattenheim aus dem aufgelösten Kreis Bensheim wechselten in den Landkreis Worms.

Am 1. April 1942 schieden die Gemeinden Herrnsheim, Horchheim, Leiselheim und Weinsheim aus dem Landkreis aus und wurden in die kreisfreie Stadt Worms eingemeindet.
Nach dem Kriegsende 1945 wurde der Rhein zur Zonengrenze zwischen der linksrheinischen französischen Besatzungszone und der rechtsrheinischen amerikanischen Besatzungszone. Mit der Errichtung von Groß-Hessen durch die amerikanische Militärregierung im Jahr 1945 wurden die rechtsrheinischen Gemeinden des Landkreises Worms mit ca. 46.000 Einwohnern dem hessischen Landkreis Bergstraße zugeordnet. Das linksrheinische Kreisgebiet mit 31 Gemeinden wurde 1946 im Regierungsbezirk Rheinhessen Teil von Rheinland-Pfalz. Die Bemühungen um eine Rückgliederung der rechtsrheinischen Gebiete blieben ergebnislos.
Am 7. Juni 1969 wurde der Landkreis Worms im Rahmen der rheinland-pfälzischen Gebietsreform aufgelöst und zum überwiegenden Teil mit dem Landkreis Alzey zum Landkreis Alzey-Worms zusammengefasst. Die Stadt Pfeddersheim sowie die Gemeinden Abenheim, Heppenheim an der Wiese, Ibersheim, Rheindürkheim und Wiesoppenheim wurden in die kreisfreie Stadt Worms eingemeindet.

## Einwohnerentwicklung
| Jahr | Einwohner |
| ---- | --------- |
| 1852 | 50.133    |
| 1900 | 83.393    |
| 1910 | 93.275    |
| 1925 | 97.311    |
| 1933 | 103.944   |
| 1939 | 80.904    |
| 1950 | 47.984    |
| 1960 | 48.300    |
| 1968 | 51.563    |

Die Stadt Worms gehörte bis 1938 dem Kreis Worms an.

## Landräte
| Dienstbezeichnung                     | Landrat                               | Amtszeit                       |
| ------------------------------------- | ------------------------------------- | ------------------------------ |
| Kreisrat                              | Gustav Eduard Städel                  | 1835–1841                      |
| Kreisrat                              | Reinhard Carl Friedrich von Dalwigk   | 1841–1845                      |
| Kreisvikar / ab Juni 1847 Kreisrat    | Wilhelm von Willich gen. von Pöllnitz | 1846–1848                      |
| 1848 bis 1852 bestand der Kreis nicht |                                       |                                |
| Kreisrat                              | Johann Pfannebecker                   | 1852–1874                      |
| Kreisrat                              | Hermann Lotheißen                     | 1874–1881                      |
| Kreisrat                              | Maximilian von Gagern                 | 1881–1888                      |
| Kreisrat                              | Franz Gros                            | 1888–1894                      |
| Kreisrat                              | Andreas Breidert                      | 1894–1898                      |
| Kreisrat / ab 1917 Kreisdirektor      | Karl Kayser                           | 1898–1919                      |
| Kreisdirektor                         | Hans Wolff                            | 1919–1929                      |
| Kreisdirektor                         | Wilhelm Schön                         | 1929–1934                      |
| Kreisdirektor                         | Otto Schwebel                         | Juni 1934 – 30. September 1937 |
| Kreisdirektor                         | Otto Straub                           | 1. Oktober 1937–1940           |
| Landrat                               | Hans Becker                           | Mai 1940–1945                  |
| Landrat                               | Adolf Güngerich                       | 1945–1947                      |
| Landrat                               | Georg Schick                          | 1947 bis 1963                  |
| Landrat                               | Willi Fischer                         | 1963–1969                      |

## Städte und Gemeinden
Der Landkreis umfasste zwischen 1945 und 1969 die folgenden Kommunen:
| Gemeinde                | Eingemeindet nach                 | Datum der Eingemeindung | Heutige Verbandsgemeinde | Bis 1835 Teil des Kanton | vor 1792 zugehörig                      |
| ----------------------- | --------------------------------- | ----------------------- | ------------------------ | ------------------------ | --------------------------------------- |
| Abenheim                | Worms                             | 1969                    |                          | Kanton Bechtheim         | Freiherr von Dalberg                    |
| Alsheim                 |                                   |                         | Eich                     | Kanton Bechtheim         | Kurpfalz, Oberamt Alzey                 |
| Bechtheim               |                                   |                         | Wonnegau                 | Kanton Bechtheim         | Fürst von Leiningen-Dürkheim            |
| Bermersheim             |                                   |                         | Wonnegau                 | Kanton Pfeddersheim      | Kurpfalz, Oberamt Alzey                 |
| Dalsheim                | Flörsheim-Dalsheim                | 1969                    | Monsheim                 | Kanton Pfeddersheim      | Kurpfalz, Oberamt Alzey                 |
| Dittelsheim             | Dittelsheim-Heßloch               | 1969                    | Wonnegau                 | Kanton Bechtheim         | Kurpfalz, Oberamt Alzey                 |
| Dorn-Dürkheim           | (heute im Landkreis Mainz-Bingen) |                         | Rhein-Selz               | Kanton Bechtheim         | Kurpfalz, Oberamt Alzey                 |
| Eich                    |                                   |                         | Eich                     | Kanton Bechtheim         | Kurpfalz, Oberamt Alzey                 |
| Frettenheim             |                                   |                         | Wonnegau                 | Kanton Bechtheim         | Kurpfalz, Oberamt Alzey                 |
| Gimbsheim               |                                   |                         | Eich                     | Kanton Bechtheim         | Kurpfalz, Oberamt Alzey                 |
| Gundersheim             |                                   |                         | Wonnegau                 | Kanton Pfeddersheim      | Kurpfalz, Oberamt Alzey                 |
| Gundheim                |                                   |                         | Wonnegau                 | Kanton Pfeddersheim      | Graf von Greiffenclau                   |
| Hamm am Rhein           |                                   |                         | Eich                     | Kanton Bechtheim         | Kurpfalz, Oberamt Alzey                 |
| Heppenheim an der Wiese | Worms                             | 1969                    |                          | Kanton Pfeddersheim      | Kurpfalz, Oberamt Alzey                 |
| Heßloch                 | Dittelsheim-Heßloch               | 1969                    | Wonnegau                 | Kanton Bechtheim         | Freiherr von Dalberg                    |
| Hohen-Sülzen            |                                   |                         | Monsheim                 | Kanton Pfeddersheim      | Graf von Falkenstein                    |
| Ibersheim               | Worms                             | 1969                    |                          | Kanton Bechtheim         | Kurpfalz                                |
| Kriegsheim              | Monsheim                          | 1969                    | Monsheim                 | Kanton Pfeddersheim      | Kurpfalz, Oberamt Alzey                 |
| Mettenheim              |                                   |                         | Eich                     | Kanton Bechtheim         | Grafschaft Wartenberg                   |
| Mölsheim                |                                   |                         | Monsheim                 | Kanton Pfeddersheim      | Kurpfalz, Oberamt Alzey                 |
| Monsheim                |                                   |                         | Monsheim                 | Kanton Pfeddersheim      | Fürst von Leiningen-Dagsburg-Hardenburg |
| Monzernheim             |                                   |                         | Wonnegau                 | Kanton Bechtheim         | Kurpfalz, Oberamt Alzey                 |
| Mörstadt                |                                   |                         | Monsheim                 | Kanton Pfeddersheim      | Kurpfalz, Oberamt Alzey                 |
| Nieder-Flörsheim        | Flörsheim-Dalsheim                | 1969                    | Monsheim                 | Kanton Pfeddersheim      | Kurpfalz, Oberamt Alzey                 |
| Offstein                |                                   |                         | Monsheim                 | Kanton Pfeddersheim      | Kurpfalz, Oberamt Alzey                 |
| Osthofen                |                                   |                         |                          | Kanton Bechtheim         | Kurpfalz, Oberamt Alzey                 |
| Pfeddersheim, Stadt     | Worms                             | 1969                    |                          | Kanton Pfeddersheim      | Kurpfalz, Oberamt Alzey                 |
| Rheindürkheim           | Worms                             | 1969                    |                          | Kanton Bechtheim         | Hochstift Worms                         |
| Wachenheim              |                                   |                         | Monsheim                 | Kanton Pfeddersheim      | Graf von Leiningen-Westerburg           |
| Westhofen               |                                   |                         | Wonnegau                 | Kanton Bechtheim         | Kurpfalz, Oberamt Alzey                 |
| Wiesoppenheim           | Worms                             | 1969                    |                          | Kanton Pfeddersheim      | Hochstift Worms                         |

## Kfz-Kennzeichen
Am 1. Juli 1956 wurde dem Landkreis bei der Einführung der bis heute gültigen Kfz-Kennzeichen das Unterscheidungszeichen WO zugewiesen. Es wird in der kreisfreien Stadt Worms durchgängig bis heute ausgegeben.